# Зарштедт
Зарштедт (нем. Sarstedt) — город в Германии, в земле Нижняя Саксония.
Входит в состав района Хильдесхайм. Население составляет 20000 человек  (на 31 мая 2021 года). Занимает площадь 42,94 км². Официальный код — 03 2 54 028.
Город подразделяется на 7 городских районов.
| Год  | Население |
| ---- | --------- |
| 1990 | 17 054    |
| 1995 | 17 847    |
| 2000 | 17 677    |
| 2005 | 18 536    |
| 2010 | 18 551    |

## Фотографии

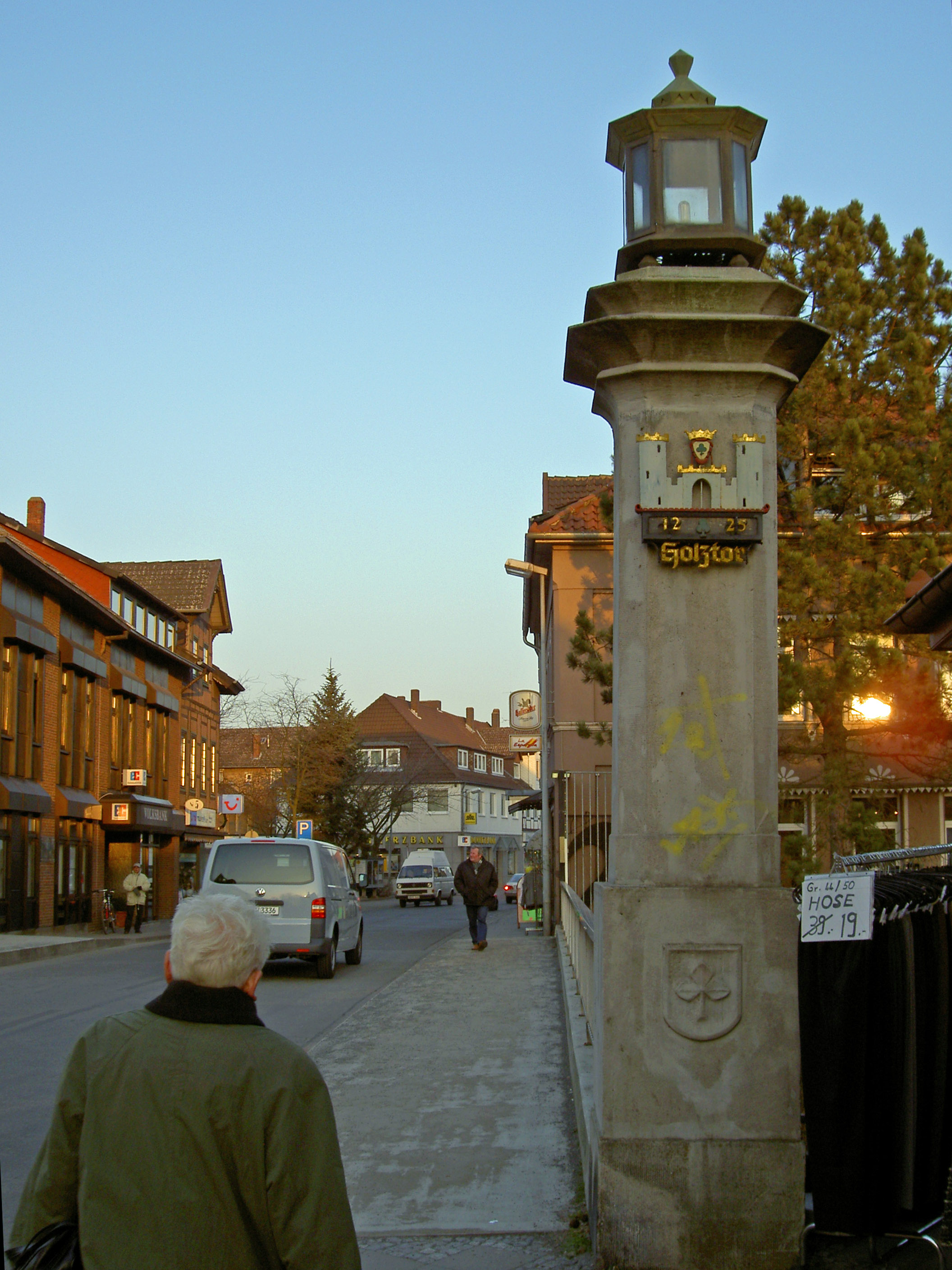
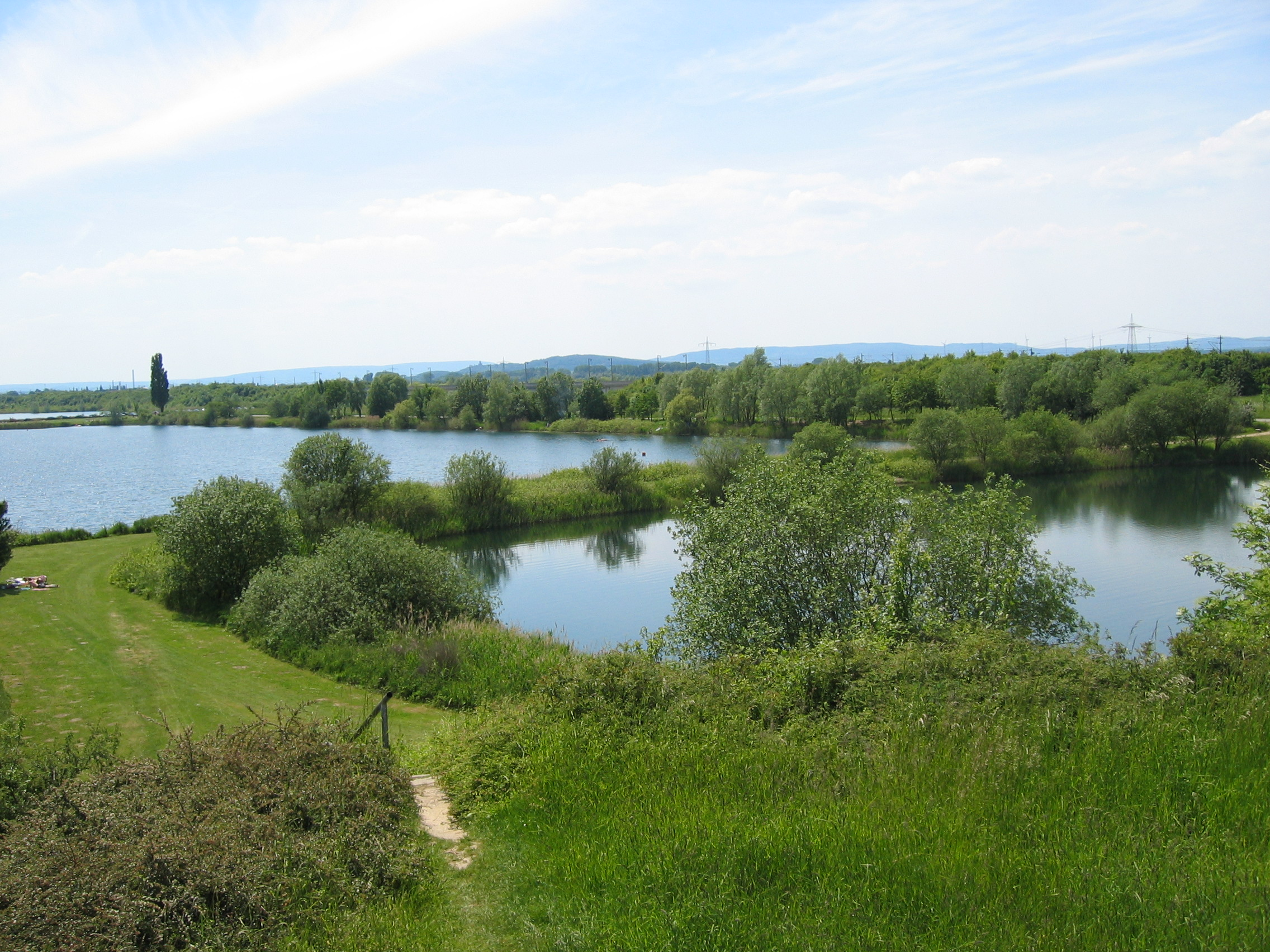
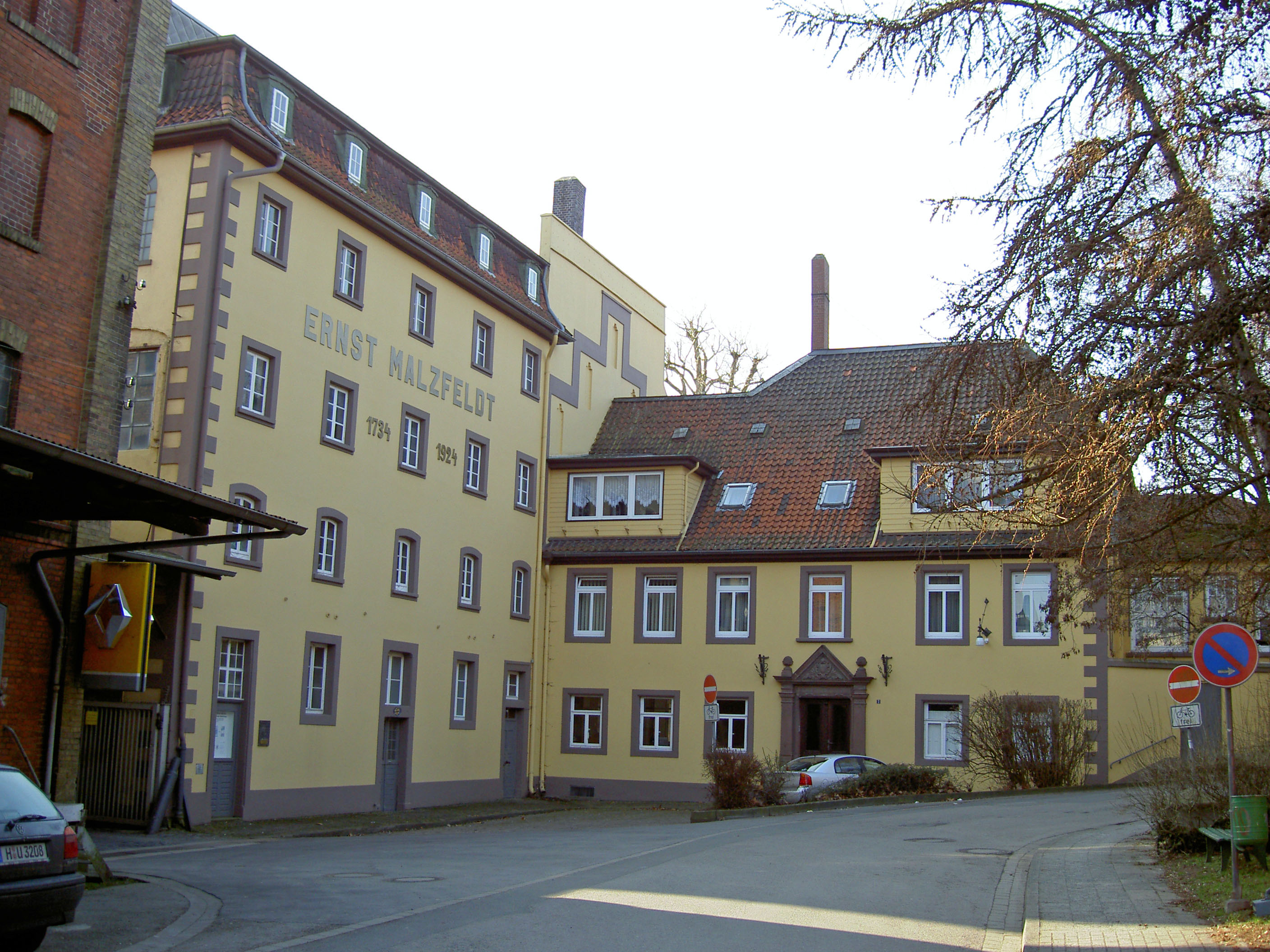
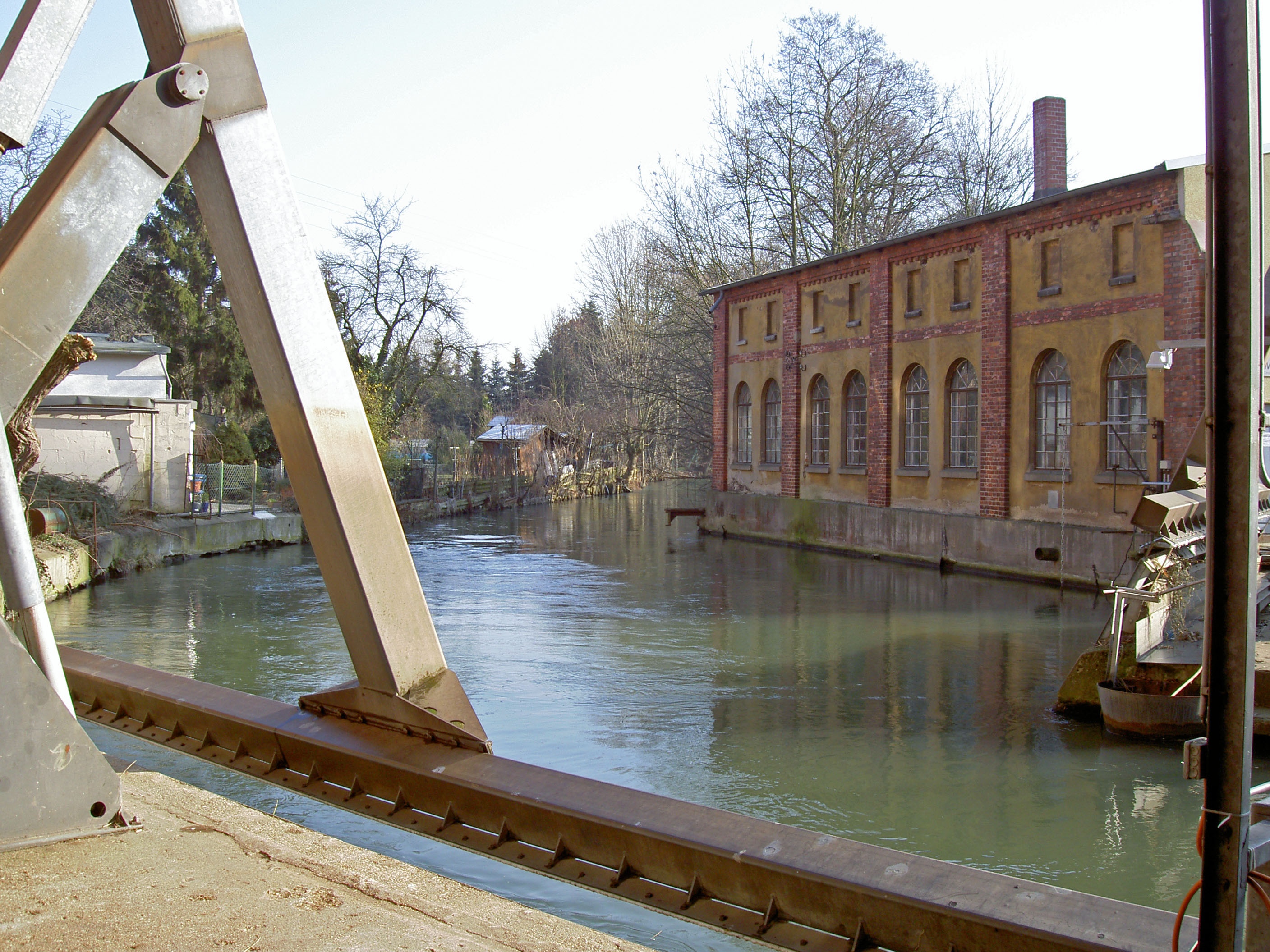